# George Engleheart
George Engleheart, född den 26 oktober 1750 i Richmond upon Thames, död den 21 mars 1829 i Blackheath, var en engelsk målare. 
Engleheart var en mycket framstående miniatyrmålare av porträtt, en av de främsta på sin tid.